# Discovery (Recht)
Die Discovery (auch: pre-trial discovery; englische Rechtssprache: Voruntersuchung, gerichtlich angeordnete Vorlage von Beweismitteln, insbesondere von Urkunden) ist im Prozessrecht der Länder des Common Law ein förmliches Beweisverfahren.

## US-amerikanisches Zivilprozessrecht

### Ablauf
Zur Vorbereitung der mündlichen Verhandlung sind die Parteien verpflichtet, einander die Beweismittel zu bezeichnen, auf die sie sich später im Verfahren berufen wollen. Damit soll einer Überraschung einer Partei vor neuen Beweismitteln in einem späteren Verfahrensstadium vorgebeugt werden, gegen die sie sich möglicherweise nicht mehr hinreichend verteidigen kann (trial by ambush).
Häufigstes Beweismittel ist die eidliche Zeugenaussage (deposition), eine Art vorweggenommenes Kreuzverhör, an der beide Parteien teilnehmen dürfen. Möglich ist auch die schriftliche Beantwortung von Beweisfragen an Eides statt (interrogatories).
Außerdem sind die Aufforderung zur Vorlage von Unterlagen und die Abgabe von Erklärungen zu Protokoll (subpoenaing), die körperliche Untersuchung einer Partei sowie die Prüfung von Urkunden auf ihre Echtheit üblich.
Eine Besonderheit ist die Sicherstellung elektronischer Unterlagen (digitaler Beweisstücke) wie E-Mails oder Chat-Protokollen („eDiscovery“).

### Bedeutung
Die wichtige Rolle der discovery zeigt sich darin, dass Kläger auch ohne den Besitz eigener Beweise ihre Ansprüche geltend machen können, wenn sie damit rechnen dürfen, die Beweismittel bei der Gegenseite oder bei Dritten zu finden. Diese Rolle der discovery berechtigt allerdings zur Kritik, weil sie die Streitsucht vor Gericht fördern kann.
Die deposition ist ein teures Verfahren. Allein die Kosten der Wortprotokollführung betragen pro Vernehmungstag mehr als $1.000. Selten wird die Vernehmung einer Person in nur wenigen Stunden abgeschlossen. Das Verfahren unterwirft die Vernommenen in der Regel einem hohen psychologischen Druck. Die Vernommenen werden stets vereidigt. Das Gericht beteiligt sich nicht aktiv an der Vernehmung, sondern regelt nur eventuelle Einsprüche der Anwälte.
Die discovery wird vor dem Beginn des trial, der mündlichen Verhandlung mit Beweiswürdigung durch den Richter oder die Geschworenen (Jury), abgeschlossen. Zum Abschluss der mündlichen Verhandlung stellen die Parteien üblicherweise ihre Schlussanträge aufgrund der bewiesenen Rechts- und Faktenlage. Der Richter kann dann ein summary judgement abgeben, wenn die Klage alleine aufgrund der Rechtslage und unbestrittener Fakten entscheidungsreif ist.

## Rechtsvergleich

### Deutschland
Die Vorlegungspflicht im deutschen Zivilprozessrecht geht im Hinblick auf den Beibringungsgrundsatz weniger weit als in den USA.
Im strafrechtlichen Erkenntnisverfahren entscheidet das Ergebnis einer im vorbereitenden Verfahren gegebenenfalls gerichtlich angeordneten Beweisaufnahme über die Eröffnung des Hauptverfahrens (§ 202 ff. StPO).
In der allgemeinen und besonderen Verwaltungsgerichtsbarkeit wird der dem Urteil zugrunde zu legende Sachverhalt von Amts wegen ermittelt ohne Bindung an die Beweisanträge der Parteien.